# 사랑의 행위
사랑의 행위(Works of Love , 덴마크어: Kjerlighedens Gjerninger)는 쇠렌 오뷔에 키르케고르가 1847년에 쓴 작품이다.  그의 유명한 "가명" 작품들과는 달리 자신의 이름으로 직접 출판한 작품 중 하나이다.  <사랑의  행위>는 주로 아가페 사랑에 대한 기독교적 개념을 다루는데 이 개념은 에로스 사랑이나 친구와 가족을 선택적으로 사랑하는 필레오 사랑과 대조적이다.
케에르케고르는 이 가치/덕(value/virtue)을 사용하여 개개인의 존재와 관계를 이해한다.  실존주의의 도움을 받아서 , 그는 기독교의 성경을 인용하여 높은 수준의 신학을 사용한다.  많은 장들이 신약성경에 언급된 사랑을 가지고 세속적 모델 (미적이며 윤리적 단계들)로부터 개개인에 초점으로 이양하여 반성을 촉구한다. 인간 경험은 키에으케고르를 이해하는 중심요소이기 때문에 제자와 그리스도의 실제적 관계성과 경험이 행위를 위한 분명한 모델이다. 기독교 윤리학자로서 케에르케고르는 종교적 주류가 볼때는 외부 관찰자의 관점으로 떨어진 방법들로 인식된다. 이것이 기독교 실존주의의 기능이며 자신의 시대의 고국 덴마크에서 일어나는 시대적 정치적 사건이었다. 크리스천 윤리 주의자 (이 저작이 대표하는)로서의 키에르 케고는 종교의 주류가 외부 관찰자의 관점에서 기능하는 많은 방법들과 구별되는 것으로 보인다.  이것은 기독교 적 실존주의 의 기능 일뿐만 아니라 본국의 덴마크에서 일어난시기와 정치적 사건의 기능이기도 하다.

## 주제
- 1 부   - 주제는 다음과 같다 : 사랑의 숨겨진 삶과 그 열매에 의한 인식력 , 당신은 사랑합니다 , 당신은 이웃을 사랑 해야합니다 , 사랑은 율법을 이룸 , 사랑은 양심의 물질 , 우리가 보는 사람들을 사랑해야 할 의무, 우리의 의무는 서로에 대한 사랑의 빚을 지다.
- 두 번째 부분   - 주제는 다음과 같다 사랑은 사랑이 죄의 다중성을 숨 깁니다, 사랑은 소유하지 찾는다, 사랑은 부끄러움을 절대로 아직 모든 것들과 희망, 사랑하지만 속은 절대로 모든 것을 믿고, 사랑을 준수하고, 자비로움, 작품을 축적 비록 아무것도 줄 수없고 아무것도 할 수 없더라도 사랑의 화해의 승리 , 한사람을 기억하는 사랑의 일, 사랑을 찬양하는 사랑의 행위

## 스타일
이 작품의 스타일은 키에르케고르 자신이 말하는 기독교적 반성이다. 하나의 이야기가 아니다. 그가 자주 반복하는 단어와 많은 예화를 가진 수사학적 스타일로 쓰여져 있다.